# سورابوو
سورابوو (به چکی: Svrabov) یک منطقهٔ مسکونی در جمهوری چک است که در منطقه تابور واقع شده‌است. سورابوو ۳٫۷۲ کیلومتر مربع مساحت و ۵۲ نفر جمعیت دارد و ۴۷۹ متر بالاتر از سطح دریا واقع شده‌است.